# Mirko Müller
Mirko Müller (12 novembre 1974) è un ex pattinatore artistico su ghiaccio tedesco, specializzato nel pattinaggio artistico su ghiaccio a coppie.

## Palmarès
GP: Champions Series / Grand Prix

### Con Sarah Jentgens
| Internazionali      | Internazionali |
| Evento              | 2001–02        |
| ------------------- | -------------- |
| Campionati europei  | R              |
| Nazionali           |                |
| Campionati tedeschi | 1°             |
| R = Ritirati        |                |

### Con Peggy Schwarz
| Internazionali            | Internazionali | Internazionali | Internazionali | Internazionali |
| Evento                    | 1996–97        | 1997–98        | 1998–99        | 1999–00        |
| ------------------------- | -------------- | -------------- | -------------- | -------------- |
| Giochi olimpici invernali |                | 9°             |                |                |
| Campionati mondiali       | 10°            | 3°             | 8°             | 8°             |
| Campionati europei        | 6°             | 5°             | 4°             | 4°             |
| GP Nations Cup            |                | 4°             |                |                |
| GP NHK Trophy             |                | 3°             | 2°             |                |
| GP Skate Canada           | R              |                |                |                |
| Nazionali                 |                |                |                |                |
| Campionati tedeschi       | 2°             | 1°             | 1°             | 1°             |
| R = Ritirati              |                |                |                |                |

### Con Jekatarina Silnitzkaja
| Campionati europei  |    | 10° |
| Nations Cup         |    | 6°  |
| Nazionali           |    |     |
| Campionati tedeschi | 4° | 2°  |